# Zbójek kasztanoplecy
Zbójek kasztanoplecy (Bolitochara obliqua) – gatunek chrząszcza z rodziny kusakowatych i podrodziny rydzenic. Zamieszkuje Europę oraz zachodnią część Azji.

## Taksonomia
Gatunek ten opisany został po raz pierwszy w 1837 roku przez Wilhelma Ferdinanda Erichsona.

## Morfologia
Chrząszcz o wydłużonym ciele długości od 3,2 do 4 mm. Głowa jest ciemnobrązowa do czarnej, o dobrze zaznaczonych, całkowicie obrzeżonych skroniach. Czułki u nasady są żółtoczerwone do czerwonobrązowych, a w wierzchołkowej połowie brązowe. Szyja jest bardzo krótka i szersza niż połowa szerokości głowy. Przedplecze ma kolor rudobrązowy do brązowego i jest nieco szersze od głowy. Powierzchnie głowy i przedplecza są wyraźniej mikrorzeźbione i gęściej punktowane niż u B. lauferi i B. varia. Pokrywy są znacznie szersze i dłuższe od przedplecza, żółtawe do jasnorudobrązowych z rozlegle zaczernionymi okolicą tarczki i kątami zewnętrzno-tylnymi, w związku z czym jaśniejsza barwa tworzy ukośną przepaskę od barków po tylne kąty przyszwowe. Odnóża są pomarańczowe do czerwonobrązowych, niekiedy rozlegle przyciemnione. Odwłok jest ciemnobrązowy do czarnego z lekko rudobrązowo rozjaśnionymi bocznymi i tylnymi krawędziami tergitów. U samca piąty tergit ma gęsto rozmieszczone, wzdłużne ziarenkowanie i pozbawiony jest podłużnego kila pośrodku. Boki odwłoka są równoległe.

## Ekologia i występowanie
Owad rozmieszczony od nizin po obszary górskie, gdzie sięga do piętra subalpejskiego. Bytuje w owocnikach grzybów nadrzewnych rosnących na murszejących drzewach liściastych, a rzadziej na świerkach czy sosnach, a także pod luźną korą, wiązkami chrustu oraz opadłym i przegrzybiałym listowiem.
Gatunek palearktyczny. W Europie znany jest z Irlandii, Wielkiej Brytanii, Francji, Belgii, Holandii, Niemiec, Szwajcarii, Austrii, Włoch, Danii, Szwecji, Łotwy, Litwy, Polski, Czech, Słowacji, Białorusi, Ukrainy, Bułgarii, Bośni i Hercegowiny, Grecji i europejskiej części Rosji. W Azji podawany jest z anatolijskiej części Turcji, Gruzji, Armenii, Azerbejdżanu i Iranu.